# Flevopark

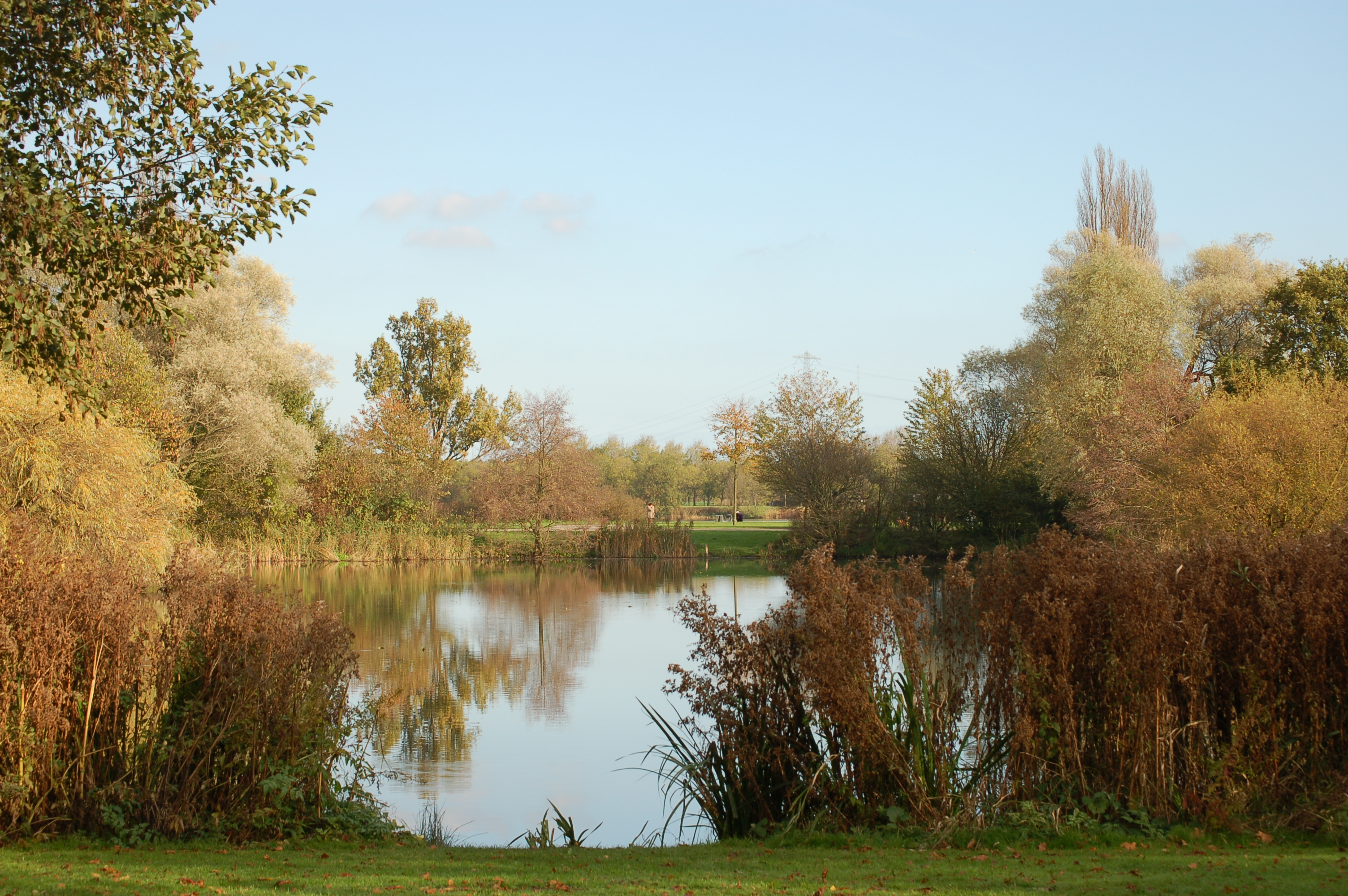
Grote Plas

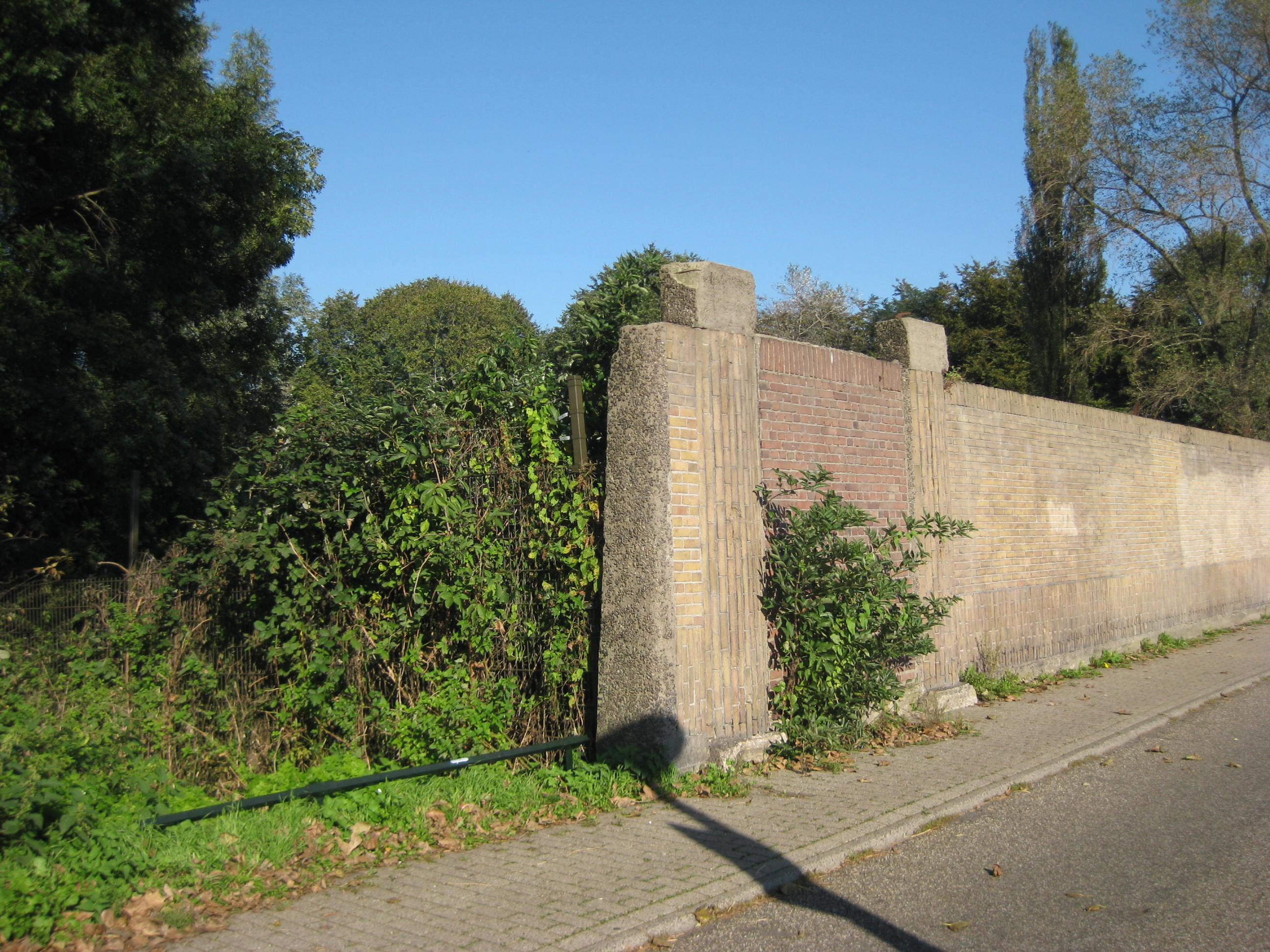
De Joodse begraafplaats

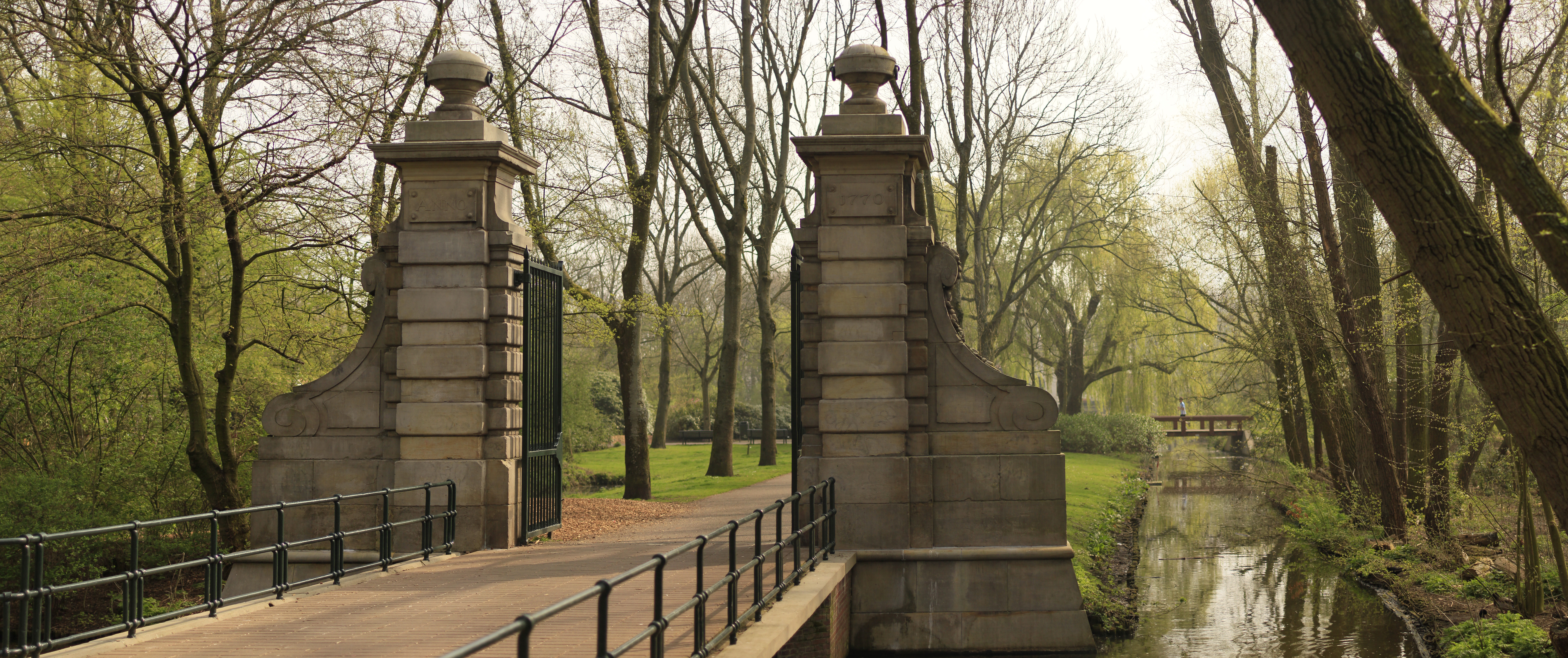
De Toegangspoort

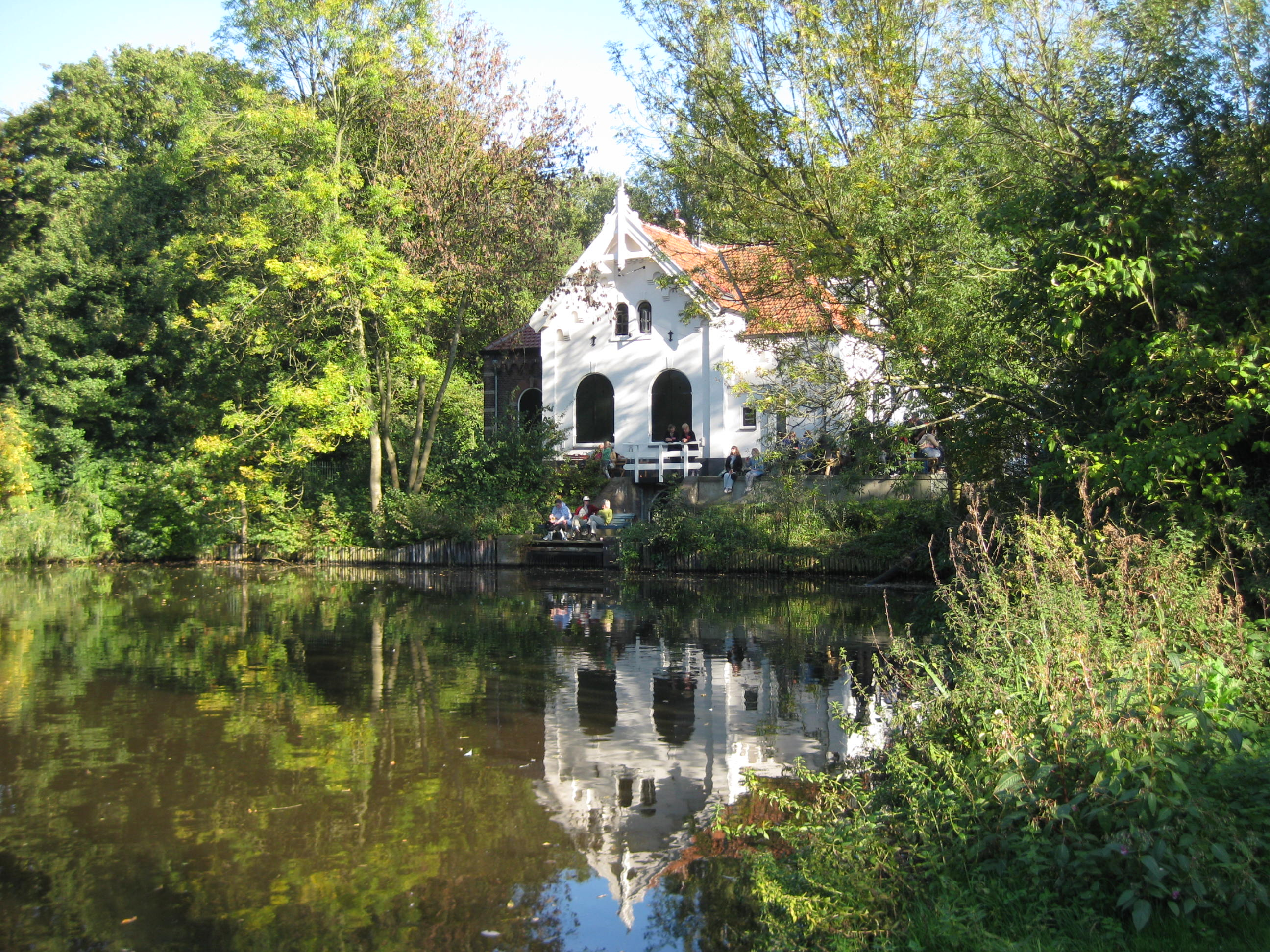
Het gemaal

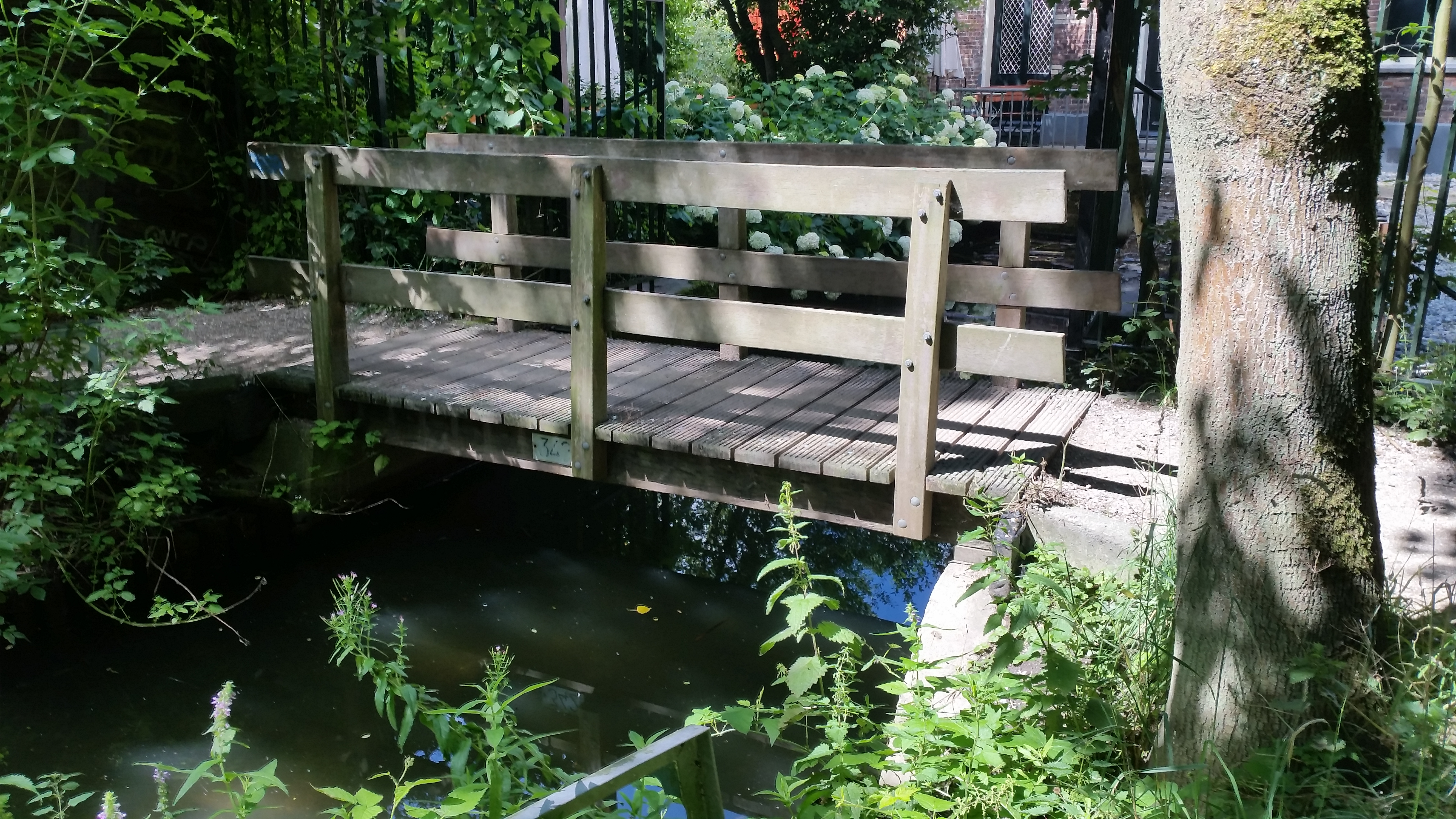
Brug 342 in juli 2020

Het Flevopark ligt in Amsterdam-Oost en vormt de oostelijke begrenzing van de Indische Buurt.

## Ontstaan
Het park ligt in het oostelijke gedeelte van de Overamstelpolder en het grondgebied behoorde tot 1896 tot de gemeente Diemen. Dit park kreeg concreet vorm vanaf 1908. De natuurkenner Jac. P. Thijsse zette zich in voor een park tussen de Joodse begraafplaats en het Nieuwe Diep.
In 1914 startte men met de onteigeningsprocedure en vanaf 1921 kwam er geld beschikbaar om de grond in het park geschikt te maken voor het te bouwen park. In 1928 werd met de aanleg van het park begonnen. Bij het park ligt sinds 1967 het Flevoparkbad.
Het park kreeg zijn naam in 1943, in 1958 werd de weg die er langs loopt Flevoweg genoemd. De naam is ontleend aan het Flevomeer, waaruit de Zuiderzee, thans IJsselmeer, is ontstaan.

## Joodse begraafplaats
Aan de westkant van het park vormt de uit 1714 daterende Joodse begraafplaats een buffer met de bebouwing van de Indische Buurt. De begraafplaats is alleen op open dagen toegankelijk voor bezoekers en  vormt ecologisch gezien één geheel met het park. De begraafplaats is sinds 1942 niet meer in gebruik, maar de graven zijn conform de joodse traditie niet geruimd. Bij de aanleg van de Flevoweg in 1956 werd een aantal graven verplaatst naar een begraafplaats in Diemen.Op deze plek staat sinds 1971 het Flevohuis.

## Toegangspoort
Aan de westkant komt men het park binnen door een oude toegangspoort, oorspronkelijk "de Hekkepoort" genaamd.
Deze stamt uit 1770 en stond destijds aan de stadsgrens bij de Muiderpoort. Met het groeien van de stad stond de poort in de weg. Deze is verwijderd en bewaard in het Tropenmuseum. Na de aanleg van het Flevopark is de poort met de originele stenen op de huidige locatie herbouwd.

## Gebouwen
Het park heeft zeven benummerde gebouwen. Daarvan zijn twee van dusdanig architectonisch belang, dat ze de status van gemeentelijk monument hebben gekregen:
- Flevopark 13, een gebouw waarin vanaf 1880 tot 1984 een gemaal werkzaam was; het gemaal was zelf de opvolger van de Oetewalermolen
- Flevopark 11-12, kleine woninkjes gelegen aan de ontwateringssloot.

## Verkeer
Aan de noordkant van het Flevopark bevindt zich de in 1957 geopende Amsterdamse Brug over het Amsterdam-Rijnkanaal. In het verlengde ervan ligt de Schellingwouderbrug, onderdeel van de verbinding met Amsterdam-Noord.
In 1980 werden de tramlijnen 3 en 10 vanaf respectievelijk het Muiderpoortstation en de Molukkenstraat verlengd naar het Flevopark. In 1986 verdween lijn 10 en verscheen lijn 14 en in 2004 ook lijn 7. Op 22 juli 2018 werd lijn 7 weer vervangen door lijn 3 en op 8 december 2023 verdween lijn 14.

## Bruggen
In het park liggen drie bruggen:
- De Titaantjesbrug (brug 196) is een van de toe/uitgangen van het park richting Javaplantsoen//Javastraat
- Brug 212 ligt in het park
- brug 342

### Brug 342
Brug 342 is een bruggetje voor voetgangers over de uitwateringssloot van het genoemde pompgemaal. In ieder geval sinds 1944 ligt daar een brug tussen stenen landhoofd met houten liggers, houten dekplanken en houten brugleuningen. Ze ligt in een smal wandelpad, dat ook langs het gemaal voert.